# You'll Be in My Heart
«You'll Be in My Heart» es una canción de Phil Collins publicada en 1999 para la película animada de Disney Tarzán. Se encuentra incluida en la banda sonora Tarzan: An Original Walt Disney Records Soundtrack junto con otras compilaciones de Disney. Una versión de esta canción fue interpretada por Glenn Close, que también aparece en la banda sonora.
El videoclip de la canción fue dirigido por Kevin Godley. 
La versión en español titulada En mi corazón vivirás  también de su autoría es interpretada por él en este idioma, siendo la primera vez en su carrera en que cantó en un idioma diferente al inglés. 

## Premios ganados y posiciones
"You'll Be in My Heart", pasó diecinueve semanas consecutivas en el puesto #1 de la lista Adult Contemporary y alcanzó el #21 en el Billboard Hot 100. La canción logró la primera aparición de Collins en el top 40 de la lista "Billboard Hot 100" desde 1994 con "Everyday". La canción alcanzó el #17 en el Reino Unido, así el músico pudo continuar con su éxito que no había parado después de "Everyday". Con ella ganó el Globo de Oro a la mejor canción original y el Oscar a la mejor canción original. Collins interpretó la canción vivo en una ceremonia de ese año.

## Listas
| Lista (1999)                               | Máxima posición |
| ------------------------------------------ | --------------- |
| Dutch Singles Chart                        | 35              |
| German Singles Chart                       | 20              |
| UK Singles Chart                           | 17              |
| US Billboard Hot 100                       | 21              |
| US Billboard Hot Adult Contemporary Tracks | 1               |